# Nguyễn Minh Phương (cầu thủ bóng đá)
Nguyễn Minh Phương (sinh ngày 5 tháng 7 năm 1980) là huấn luyện viên và là cựu cầu thủ người Việt Nam. Hiện ông là huấn luyện viên trưởng của Câu lạc bộ bóng đá Bà Rịa - Vũng Tàu. 
Ông từng là thành viên của đội tuyển bóng đá quốc gia Việt Nam giành chức vô địch AFF Suzuki Cup 2008 và cựu đội trưởng đội tuyển bóng đá quốc gia. Là chủ nhân Quả bóng vàng Việt Nam năm 2010.
Minh Phương giải nghệ vào cuối mùa bóng 2015 trong màu áo câu lạc bộ SHB Đà Nẵng.

## Tuổi thơ
Minh Phương sinh ra tại Long Khánh, Đồng Nai (nhưng nguyên quán ở Chơn Thành, Bình Phước) trong một có ba anh chị em, có bố là nhân viên của một công ty cao su, còn mẹ buôn bán ở chợ.
Năm 1998, Minh Phương vào Sài Gòn thi đại học nhưng bị trượt. Phương xin ba mẹ ở lại Sài Gòn luyện thi tiếp và thỉnh thoảng đi xem đội Cảng Sài Gòn đá ở sân Thống Nhất. 

## Sự nghiệp Câu lạc bộ

### Cảng Sài Gòn
Từ năm 1998 đến năm 2002 anh là thành viên của Cảng Sài Gòn (sau đổi tên thành Thép Miền Nam-Cảng Sài Gòn), Phương khởi đầu sự nghiệp bằng việc thi đấu trong đội tuyển TP.HCM do HLV Vũ Tiến Thành dẫn dắt tại vòng chung kết Giải U.21 Báo Thanh Niên năm 1998.

### SHB Đà Nẵng
Năm 2010, Minh Phương trở thành cầu thủ của SHB Đà Nẵng với giá chuyển nhượng 5 tỷ đồng. Trong mùa giải đầu tiên, Minh Phương thi đấu khá thành công khi giúp Đội bóng Sông Hàn giành ngôi á quân V-League, bản thân Minh Phương năm đó trở thành chủ nhân của giải thưởng "Quả Bóng Vàng Việt Nam".
Năm 2012, với tấm băng thủ quân trên tay. Bên cạnh những Gaston Merlo hay Quốc Anh, Minh Phương là nhân tố quan trọng trong chiến dịch vô địch V-League của SHB Đà Nẵng, qua đó Minh Phương trở thành cầu thủ duy nhất vô địch V-League với 3 CLB khác nhau. Bản thân anh cũng giành giải "Cầu thủ xuất sắc nhất V-League" mùa giải năm đó.
Ngày 20 tháng 9 năm 2015, Minh Phương có trận đấu cuối cùng trong sự nghiệp cầu thủ trên sân Chi Lăng tại vòng đấu cuối cùng của V-League.

## Các bàn thắng quốc tế
| #   | Thời gian            | Địa điểm                                                      | Đối thủ      | Tỉ số | Kết quả | Giải đấu                          |
| --- | -------------------- | ------------------------------------------------------------- | ------------ | ----- | ------- | --------------------------------- |
| 1.  | 15 tháng 12 năm 2002 | Sân vận động Gelora Bung Karno, Jakarta, Indonesia            | Campuchia    | 9–2   | Thắng   | Tiger Cup 2002                    |
| 2.  | 29 tháng 12 năm 2002 | Sân vận động Gelora Bung Karno, Jakarta, Indonesia            | Malaysia     | 2–1   | Thắng   | Tiger Cup 2002                    |
| 3.  | 21 tháng 10 năm 2003 | Muscat, Oman                                                  | Nepal        | 2–0   | Thắng   | Vòng loại Cúp bóng đá châu Á 2004 |
| 4.  | 20 tháng 8 năm 2004  | Sân vận động Thống Nhất, Thành phố Hồ Chí Minh, Việt Nam      | Myanmar      | 5–0   | Thắng   | Cúp bóng đá Thành phố Hồ Chí Minh |
| 5.  | 15 tháng 12 năm 2004 | Sân vận động Quốc gia Mỹ Đình, Hà Nội, Việt Nam               | Lào          | 3–0   | Thắng   | Tiger Cup 2004                    |
| 6.  | 5 tháng 10 năm 2008  | Sân vận động Thống Nhất, Thành phố Hồ Chí Minh, Việt Nam      | Turkmenistan | 2–3   | Thua    | Cúp bóng đá Thành phố Hồ Chí Minh |
| 7.  | 16 tháng 11 năm 2008 | Sân vận động Quốc gia Mỹ Đình, Hà Nội, Việt Nam               | Thái Lan     | 2–2   | Hòa     | T&T Cup 2008                      |
| 8.  | 14 tháng 1 năm 2009  | Sân vận động Quốc gia Mỹ Đình, Hà Nội, Việt Nam               | Liban        | 3–1   | Thắng   | Vòng loại Cúp bóng đá châu Á 2011 |
| 9.  | 12 tháng 10 năm 2010 | Sân vận động Quốc tế Jaber Al-Ahmad, Thành phố Kuwait, Kuwait | Kuwait       | 3–1   | Thua    | Giao hữu                          |
| 10. | 2 tháng 12 năm 2010  | Sân vận động Quốc gia Mỹ Đình, Hà Nội, Việt Nam               | Myanmar      | 7–1   | Thắng   | AFF Suzuki Cup 2010               |

## Danh hiệu

### Câu lạc bộ

#### Cảng Sài Gòn:
- Vô địch Quốc gia: 2001/02

Đồng Tâm Long An:
- Giải bóng đá vô địch quốc gia Việt Nam:

 Vô địch (2): 2005, 2006
 Á quân (3):: 2003, 2007, 2008
- Cúp quốc gia Việt Nam:

 Vô địch (1): 2005
 Á quân (1): 2006
SHB Đà Nẵng:
- V-League: 2012

### Quốc tế
Đội tuyển quốc gia Việt Nam
Giải vô địch bóng đá Đông Nam Á:
 Vô địch (1): AFF Suzuki Cup 2008

### Cá nhân
- Quả bóng vàng Việt Nam: 2010
- Cầu thủ xuất sắc nhất V.League 1: 2012